# 西山抗戰遺址群
西山抗戰遺址群位於重慶市萬州區西山公園內，含大轟炸白骨塔、抗戰陣亡將士紀念碑。庫里申科烈士墓幷入該遺址群，文物遺址年代為1939年-1941年，2009年12月15日列為第二批重慶市文物保護單位。